# Mauro Arambarri
Mauro Arambarri, vollständiger Name Mauro Wilney Arambarri Rosa, (* 30. September 1995 in Salto oder Tropezón) ist ein uruguayischer Fußballspieler.

## Karriere

### Verein
Der 1,75 Meter große Mittelfeldakteur Arambarri spielte in seinem Heimatdepartamento Salto zunächst für die Vereine Gladiador, Tropezón und Nacional. Auch kam er dort in der U-15-Departamento-Auswahl zum Einsatz. Bei einem seiner Auswahleinsätze wurde er von José Chilleli entdeckt und wechselte im Alter von 15 Jahren nach Montevideo zu Defensor Sporting. Er gehört seit 2013 dem Kader des uruguayischen Erstligisten an. Dort debütierte er am 4. Spieltag der Erstligaspielzeit 2013/14 in der Partie gegen Centro Atlético Fénix in der Primera División. Bis zum Abschluss der Clausura 2014 wurde er in zwölf Erstligaspielen eingesetzt. Ein Tor erzielte er nicht. In der Saison 2014/15 wurde er 19-mal (ein Tor) in der höchsten uruguayischen Spielklasse eingesetzt. Es folgten in der Apertura 2015 weitere 13 Erstligaeinsätze (kein Tor). Zudem bestritt er acht Partien (kein Tor) der Copa Sudamericana 2015. Ende Januar 2016 wechselte er zum französischen Erstligisten Girondins Bordeaux. Bei den Franzosen debütierte er am 3. Februar 2016 bei der 0:3-Auswärtsniederlage gegen Olympique Lyon, als er von Trainer Willy Sagnol in der 65. Spielminute für Valentin Vada eingewechselt wurde. In der Saison 2015/16 lief er in fünf Erstligaspielen (kein Tor) auf und belegte mit dem Team den 11. Platz der Abschlusstabelle. Zudem kam er einmal (kein Tor) in der Zweiten Mannschaft in der CFA zum Einsatz. In der Folgespielzeit 2016/17 stehen – jeweils persönlich torlos – vier Ligaeinsätze bei den Profis, fünf in der Zweiten Mannschaft und zwei in der Coupe de France für ihn zu Buche. In der Saison 2017/18 wurde er noch im Spiel der Europa-League-Qualifikation gegen Videoton eingesetzt, erhielt vom französischen Klub jedoch die Freigabe, obwohl sein Vertrag noch bis Juni 2020 lief. Daraufhin transferierten ihn die Franzosen zum uruguayischen Erstligisten Boston River, der Arambarri umgehend an den spanischen Erstligisten FC Getafe auslieh. Nach einem Jahr verpflichtete ihn der FC Getafe fest.

### Nationalmannschaft
Arambarri gehört der U-20-Auswahl Uruguays an. Bereits Anfang Juli 2012 wurde er vom seinerzeitigen Trainer Juan Verzeri zu einem Trainingslehrgang der U-20 einberufen.
In der Partie gegen Chile debütierte er am 15. April 2014 unter Trainer Fabián Coito. Auch kam er am 20. Mai 2014 beim 1:0-Sieg gegen Paraguay zum Einsatz. Am 4. August 2014 gegen Peru (0:1) lief er wie auch zwei Tage später (1:1) und beim 1:0-Sieg am 24. September 2014 gegen jeweils denselben Gegner erneut für die Celeste auf.
Arambarri gehörte dem uruguayischen Aufgebot bei der U-20-Südamerikameisterschaft 2015 in Uruguay an. Bis einschließlich 28. Mai 2015 kam er auf 20 U-20-Länderspiele und drei Tore. Sodann gehörte er dem Kreis der ausgewählten Spieler an, die Uruguay bei der U-20-Weltmeisterschaft 2015 in Neuseeland repräsentierten. Die "Celeste" schied im Achtelfinale durch eine Niederlage im Elfmeterschießen gegen Brasilien aus.
Am 19. Mai 2015 wurde er von Trainer Fabián Coito für den vorläufigen Kader der U-22 nominiert, die im Juli 2015 bei den Panamerikanischen Spielen 2015 in Toronto antrat.